# Kläden, Stendal
Kläden là một đô thị thuộc huyện Stendal, bang Sachsen-Anhalt, Đức. Đô thị Kläden, Stendal có diện tích 14,45 km², dân số thời điểm ngày 31 tháng 12 năm 2006 là 729 người.